# Vayk
Vayk (en arménien Վայք ) est une ville d'Arménie située dans le marz de Vayots Dzor, à 16 km de la capitale régionale, Eghegnazor, et à 135 km d'Erevan. Elle est traversée par la rivière Arpa et par la route reliant Erevan à la frontière iranienne.
Une petite communauté azérie s'y était installée mais n'existe plus en raison des chassés-croisés de populations durant la guerre du Haut-Karabagh. La ville compte 5 911 habitants en 2008.